# 德米茨
德米茨（德語：Dömitz，發音：[ˈdøːmɪts] ⓘ）是德国梅克伦堡-前波美拉尼亚州路德维希斯卢斯特-帕尔希姆县的城市，面积60.58平方千米，2023年12月31日人口为2,967人。